# Didier Codorniou
Didier Codorniou va ser un jugador de rugbi a 15 nascut el 13 de febrer de 1958 a Narbona (Aude) i posteriorment va ser l'alcalde socialista de Gruissan i conseller regional (President de la comissió d'Esports) de la regió Llenguadoc-Rosselló. Com a esportista va ser un dels millors tres-quarts centre del món. Durant la seva etapa com a jugador va ser conegut amb els sobrenoms del Petit Príncep o "Codor".

## Carrera política
L'any 2001 va ser candidat del Partit Socialista francès, PS, a l'alcaldia de Gruissan, que va guanyar, càrrec que va renovar a les eleccions municipals de 2008. L'any 2004, encara dintre del PS, fou elegit president de la comissió d'esports al Consell Regional del Llenguadoc-Rosselló. De cara a les eleccions regionals franceses de 2010, Didier Codorniou va ser escollit cap de llista per les federacions socialistes i candidat per a la regió del Llenguadoc-Rosselló, però el 23 de febrer de 2010, a escassos vint dies de les eleccions, va ser expulsat del PS a causa del seu suport amb el també candidat Georges Frêche, que es presentà amb dissidents del PS en aliança amb altres partits.

## Carrera esportiva
Va ser format per François Sangalli. El 1986 va deixar el Racing Club Narbonnais, equip amb què havia debutat a 1a divisió amb 17 anys, fitxat per l'Stade Toulousain, on va constituir un sorprenent trio atacant amb Denis Charvet i Éric Bonneval. Va saber fer brillar sempre els seus companys d'atac gràcies a les seves passades llampec, amb una gran mobilitat i dotat d'una excel·lent arrencada instantània. Va acabar la seva carrera com a jugador al club de Vilafranca de Lauragués, entrenat per Serge Gabernet.

## Clubs on va jugar
- Racing Club Narbonnais fins al 1986
- Stade Toulousain a partir de 1986
- Football Club Villefranchois

## Palmarès

### En club
- Campionat de França 1979 amb el Racing Club de Narbonnais contra el Rugby-Bagnères.
- Campionat de França de rugbi 1989 amb l'Stade Toulousain contra el Rugby-Toulon.
- Challenge Yves du Manoir el 1978, 1979 i 1984 (finalista el 1982) amb el Narbona, i el 1988 amb el Tolosa.
- Copa de França el 1985 amb el Narbona.
- Challenge Antoine Béguère el 1979 i el 1980

### A l'equip nacional
- 32 cops seleccionat. 3 vegades el 1979, 4 el 1980, 4 el 1981, 7 el 1983, 7 el 1984 i 6 el 1985.
- 5 assaigs (20 punts)
- Grand Chelem el 1981.
- Torneig de les Cinc Nacions el 1983 (ex aequo amb Irlanda)
- Gires a Nova Zelanda (1979 i 1984), Austràlia (1981) i l'Argentina (1985)
- Va participar en l'equip dels Bleus que va guanyar per primer cop als All Blacks el 14 de juliol de 1979 a Auckland i marcà l'últim assaig, el de la victòria històrica francesa.

## Obra escrita
- 2009: L'Enfant de Gruissan, editada per Altal, biografia on explicava com havia sigut la seva antiga vida d'esportista i l'actual de polític.